# Ісімуд
Ісімуд (аккад. Usmû) — другорядний бог шумерської міфології, міністр і посланник морського бога Енкі. Мав  два обличчя, що дивляться в різні боки.
У повісті про райську землю Дільмун Енкі поїдає вісім рослин, вирощених Нінхурсаг, при цьому Ісімуд висмикує ці рослини із землі, давши їм назви. 
Ісімуд був провідником Інанни, богині-покровительки Урука, який нагодував її їжею зі «столу небес» за велінням Енкі . Віроломно, напоївши Енкі, Інанна викрадає божественні закони ме («таблиці долі» ). Ісімуд з морськими чудовиськами, кинутий у погоню за «небесним човном», намагається повернути закони, але завдяки допомозі Ніншубур Інанна досягає Урука, передавши ме місту під загальне тріумфування жителів.